# Uwe Ampler
Uwe Ampler est un coureur cycliste allemand des années 1980 et 1990, né le 11 octobre 1964 à Zerbst, en Saxe-Anhalt. Il a compté parmi les meilleurs coureurs amateurs des années 1980, et a notamment été champion du monde sur route amateur en 1986 et Champion olympique du contre-la-montre par équipes et 1988, et a remporté quatre fois la Course de la Paix. Il est passé professionnel après la chute du mur de Berlin, et l'est resté jusqu'en 1999. 

## Biographie
Uwe Ampler naît en Allemagne de l'Est dans une famille de cyclistes. Son père, Klaus Ampler, coureur cycliste dans les années 1960, a remporté la Course de la Paix en 1963. Dans les dernières années de la RDA, Ampler est considéré comme un des meilleurs cyclistes amateurs au monde. Entre 1987 et 1989, il remporte la Course de la Paix trois fois consécutivement, établissant un record. En 1986, il devient aussi champion du monde amateur, et en 1988, il gagne la médaille d'or du contre-la-montre par équipes avec l'équipe d'Allemagne de l'Est aux Jeux olympiques de Séoul. 
Après la chute du mur de Berlin, Ampler passe professionnel, d'abord dans l'équipe hollandaise PDM, puis chez Deutsche Telekom. Au cours de ses trois participations au Tour de France, il ne se montre pas à la hauteur des attentes qu'avaient fait naître ses victoires sur la Course de la Paix. À la fin de la saison 1993, il n'obtient pas de nouveau contrat. En 1996, il intente un procès à son ancienne équipe Deutsche Telekom, son directeur sportif, Walter Godefroot, et son médecin, Jules Mertens, qu'il accuse de l'avoir dopé à l'EPO contre son consentement, mais est débouté. La carrière d'Ampler reprend un an plus tard dans la petite équipe polonaise Mróz. Il crée la surprise en remportant en 1998 pour la quatrième fois la Course de la Paix, rejoignant Ryszard Szurkowski au palmarès. Il sera rejoint puis dépassé par Steffen Wesemann, qui remporte en 2003 sa cinquième victoire. 
En 1999, Ampler, qui a rejoint l'équipe Agro-Adler-Brandenburg, est contrôlé positif à la testostérone sur le Tour de Saxe. Il reconnaît s'être dopé, et explique : « Je n'entendais pas utiliser des médicaments pour améliorer mes performances. J'ai eu la grippe pendant la Course de la Paix, puis une chute au Tour de France. J'ai pris quelques antibiotiques et quelques autres produits pour accélérer ma guérison. », et est alors suspendu six mois, jusque début 2000. Après quelques mois dans l'équipe de Leipzig Bunte Berte, il met fin à sa carrière. Il aura remporté dix victoires professionnelles. 
À l'automne 2003, Ampler est gravement blessé dans un accident de vélo.

## Palmarès

### Amateur
- 1980
  -  Champion de RDA juniors
- 1981
  -  Champion du monde du contre-la-montre par équipes juniors
- 1982
  -  Champion du monde du contre-la-montre par équipes juniors
  -  Champion de RDA juniors
- 1983
  - 2eb étape du Tour de l'Oder
  - Tour de Tunisie :
    - Classement général
    - 1reb, 2ea (contre-la-montre par équipes), 2eb et 10e étapes

  - 1re étape du Tour de RDA
  - 1re étape du Tour de Slovaquie
  - 5e étape du Tour de l'Yonne
  - 2e du Tour de Thuringe 
  - 2e du Tour de RDA
- 1984
  -  Médaillé d'or du contre-la-montre par équipes aux Jeux de l'Amitié
  - Prologue, 2eb et 5eb étapes du Tour du Hainaut occidental
- 1985
  -  Champion de RDA du contre-la-montre par équipes
  - Tour de Basse-Saxe
  - Tour de Thuringe :
    - Classement général
    - Prologue, 1re, 3e et 4e étapes

  - 4e étape de la Course de la Paix
  - Prologue et 2e étape du Tour de RDA
  - Tour du Hainaut occidental :
    - Classement général
    - 3e et 4ea (contre-la-montre) étapes

  - 3e étape de la Coupe de Roumanie
  - 3e de la Course de la Paix
- 1986
  -  Champion du monde sur route amateurs
  -  Champion de RDA de l'américaine
  - 1re étape du Tour du Vaucluse
  - Tour de Thuringe :
    - Classement général
    - 1re et 5e étapes

  - Prologue de la Course de la Paix
  - Tour de RDA :
    - Classement général
    - 2e, 4e (contre-la-montre) et 7e (contre-la-montre) étapes

  - Tour de Saxe :
    - Classement général
    - 4e étape

  - 2e du championnat de RDA
  - 3e du Tour du Vaucluse
  -  3e du championnat du monde du contre-la-montre par équipes amateurs
- 1987
  -  Champion de RDA
  - Prologue du Tour du Vaucluse
  - Tour de Thuringe :
    - Classement général
    - 4e étape

  - Course de la Paix :
    - Classement général
    - 8e, 9e (contre-la-montre) et 10e étapes

  - Prologue et 7e étape (contre-la-montre) du Tour du Hainaut occidental
  - Tour de RDA :
    - Classement général
    - Prologue, 4e et 7e étapes

  - 2e du Tour du Vaucluse
  - 3e de Berlin-Leipzig
- 1988
  -  Champion olympique des 100 km contre-la-montre par équipes avec l'équipe de la RDA (Mario Kummer, Maik Landsmann et Jan Schur)
  - 4e étape du Tour du Loir-et-Cher
  - Course de la Paix :
    - Classement général
    - Prologue et 6e étape (contre-la-montre)

  - 8e étape du GP Tell (contre-la-montre)
  - 1re et 4e étapes du Tour de Thuringe
- 1989
  - 4ea étape du Circuit de la Sarthe
  - Course de la Paix :
    - Classement général
    - 9e et 11e (contre-la-montre) étapes

  - Tour de Saxe :
    - Classement général
    - 4e et 6e étapes

  - Tour de RDA :
    - Classement général
    - Prologue et 8e étape (contre-la-montre)

  - 2e du Grand Prix Ost Fenster

### Professionnel
| - 1990 - 4e étape de la Semaine catalane - 10e étape du Tour de Suisse - Grand Prix de la Libération (contre-la-montre par équipes) - 9e du Tour d'Espagne - 1991 - 7e étape de Paris-Nice - 6e du Tour de Romandie - 8e du Grand Prix de Francfort - 1992 - Grand Prix du canton d'Argovie | - 1997 - Tour de Sebnitz - 3e étape du TV Wisla Tour - 1998 - Course de la Paix - 8e étape du Coca-Cola Trophy - 1999 - 5e étape du Tour du Cap (contre-la-montre) |  |

## Résultats sur les grands tours

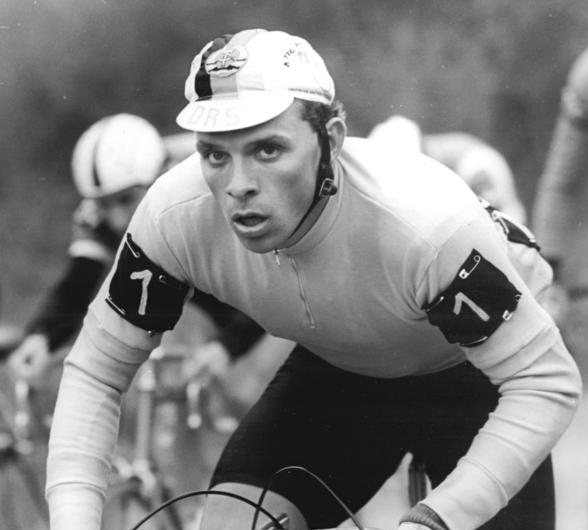
Uwe Ampler au Tour de Thuringe 1985.

### Tour de France
3 participations
- 1990 : abandon (13e étape)
- 1991 : 32e
- 1992 : abandon (12e étape)

### Tour d'Italie
2 participations
- 1992 : 11e
- 1993 : abandon

### Tour d'Espagne
1 participation
- 1990 : 9e, vainqueur du classement des néo-professionnels